# Diaziella retakensis
Diaziella retakensis är en stekelart som beskrevs av Lion F. Gardiner 1987. Diaziella retakensis ingår i släktet Diaziella och familjen fikonsteklar.
Artens utbredningsområde är Brunei. Inga underarter finns listade i Catalogue of Life.